# Caladenia fragrantissima
Caladenia fragrantissima är en orkidéart som beskrevs av David Lloyd Jones och Geoffrey William Carr. Caladenia fragrantissima ingår i släktet Caladenia och familjen orkidéer. Inga underarter finns listade i Catalogue of Life.